# Kolomazná pec
Kolomazná pec je unikátní technická památka, která se nachází v polesí Branty v Plzni-Bolevci na severním okraji přírodní rezervace Kamenný rybník. Jedná se o jednu z nejzachovalejších pecí svého druhu ve střední Evropě a zároveň zřejmě jedinou dosud stojící v České republice, přestože se v době pozdního středověku a novověku jednalo o poměrně častá zařízení.
Kolomazná pec je jednou ze zastávek naučné Sigmondovy stezky a od roku 1963 je chráněna jako kulturní památka.
Kolomazná pec byla i na modré turistické trase cca 5 km od Ševětína směrem k Velechvínu. Pec se nezachovala, místo je označené jako Kolomazní pec. Na další pec ukazuje znak a vlajka Nové Pece na Šumavě.

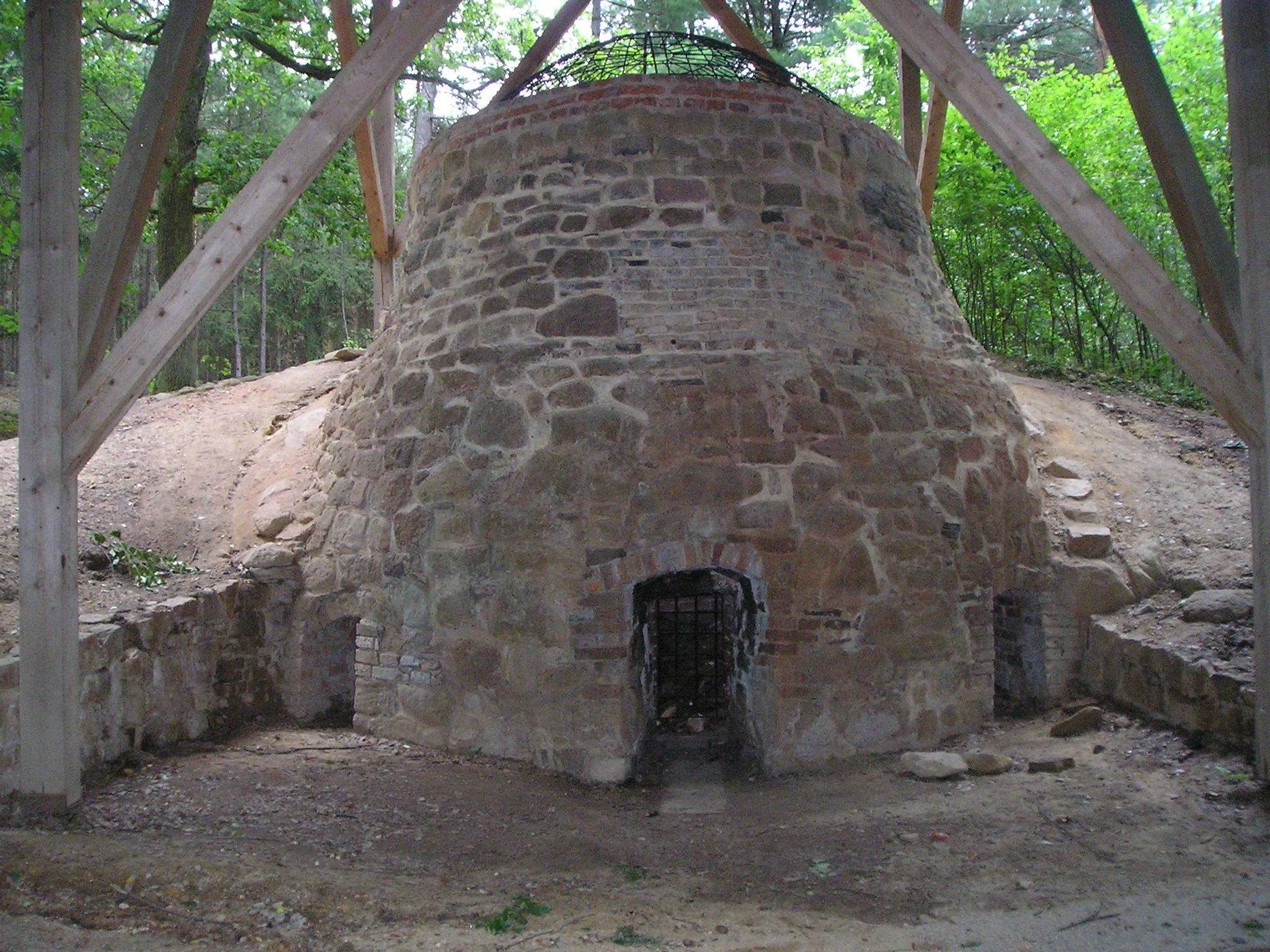
Kolomazná pec od západu

## Dějiny
Kolomazná neboli dehtářská pec je dokladem tradiční výroby dehtu a odvozených produktů. Dehtářství a kolomaznictví, v současnosti již zaniklé, patří do skupiny tak zvaných lesních řemesel. Dehtárny stávaly v těsné blízkosti základní a zcela nezbytné suroviny – dřeva, tedy na okrajích lesních porostů. O jejich častém výskytu dodnes vypovídají místní a pomístní jména jako Smoleč, Dehtáře či Smolín i příjmení Smolák nebo Kolomazník.
Uplatnění dehtu bylo všestranné – užíval se jako všeobecný konzervační a impregnační prostředek v mnoha různorodých oblastech. Z dehtu vyráběná kolomaz byla univerzálním mazadlem až do 19. století, kdy její používání vytlačila průmyslová výroba minerálních olejů a dalších maziv.
Používané technologie jsou velmi staré, archeologicky doložené již z doby kamenné. Konkrétní podoba výrobních zařízení se však časem značně měnila. Nejdříve byly k přípravě dehtu používané prosté kruhové jámy a později různé typy milířů. Nejdokonalejším zařízením byly pece, které jsou ve střední Evropě známé zhruba od 14. – 15. století. Jejich konstrukce se podle dosavadních výzkumů do 20. století změnila jen nepatrně.
Vznik bolevecké pece je vlastivědnou literaturou tradičně pokládán zhruba do poloviny 18. století, avšak písemné prameny pro tento předpoklad dosud chybí a jakékoliv zmínky, týkající se konkrétně bolevecké pece nejsou k dispozici ani z mladších období. Záznamy o jednáních městské rady nepřímo naznačují, že pec mohla vzniknout spolu s dalšími výrobnami spíše až v souvislosti s housenkovou kalamitou, která plzeňské lesy postihla v roce 1812. Kvůli ní totiž došlo k velkému přebytku pokáceného dřeva, které bylo potřeba v krátké době zpracovat. Existence dehtáren v plzeňském polesí je doložena až v roce 1820, kdy jsou uvedeny platy za pronájem celkem osmi pecí. Bolevecká pec přímo zmiňována není a lze se pouze domnívat, že patřila mezi oněch osm pracovišť. Jejich propachtovávání pokračovalo patrně jen do roku 1854, neboť v novějších záznamech příjmy z dehtářství opět chybí. Pece pravděpodobně postupně zastavily činnost a následně zanikly v souvislosti s rozvojem levnější průmyslové výroby dehtu v druhé polovině 19. století. Posledním kolomazníkem u zdejší pece mohl být František Beránek, který bydlel v Bolevci v druhé polovině 19. století.
Boleveckou pec před rychlým zánikem zachránili členové Klubu českých turistů, kteří se o ni starali od počátku 20. století. Roku 1914 k ní přivedli turistickou stezku a současně projevovali snahy o opravy. Ve 30. letech došlo k prvním, spíše amatérským úpravám i k provizornímu zastřešení objektu. V 80. letech pak bylo díky iniciativě Českého svazu ochránců přírody přikročeno k další opravě, podrobnému geodetickému zaměření a v roce 1984 i k prvnímu archeologickému výzkumu.
Přesto byla kolomazná pec ještě koncem 90. let 20. století v dezolátním stavu a od zkázy ji zachránila až kompletní rekonstrukce v roce 1998 podle projektu Ing. J. Anderleho. Úpravám předcházel v roce 1995 další archeologický výzkum. Ten mimo jiné podpořil datování vzniku pece až do 19. století, neboť starší artefakty nebyly nalezeny. Při rekonstrukci bylo původní kamenné zdivo, silně poškozené povětrnostními vlivy, podepřeno novou cihlovou vyzdívkou. Zřícenou horní část klenby nahradila kovaná mříž v témže tvaru, která kromě zabezpečení opticky doplnila původní tvar pece. Také středový vstupní otvor byl zabezpečen mříží a terénní úpravy zabránily zatékání dešťové vody. Celý objekt pece byl zakryt masivním přístřeškem s pultovou střechou, aby se zamezilo pokračování rozpadu arkózového zdiva.

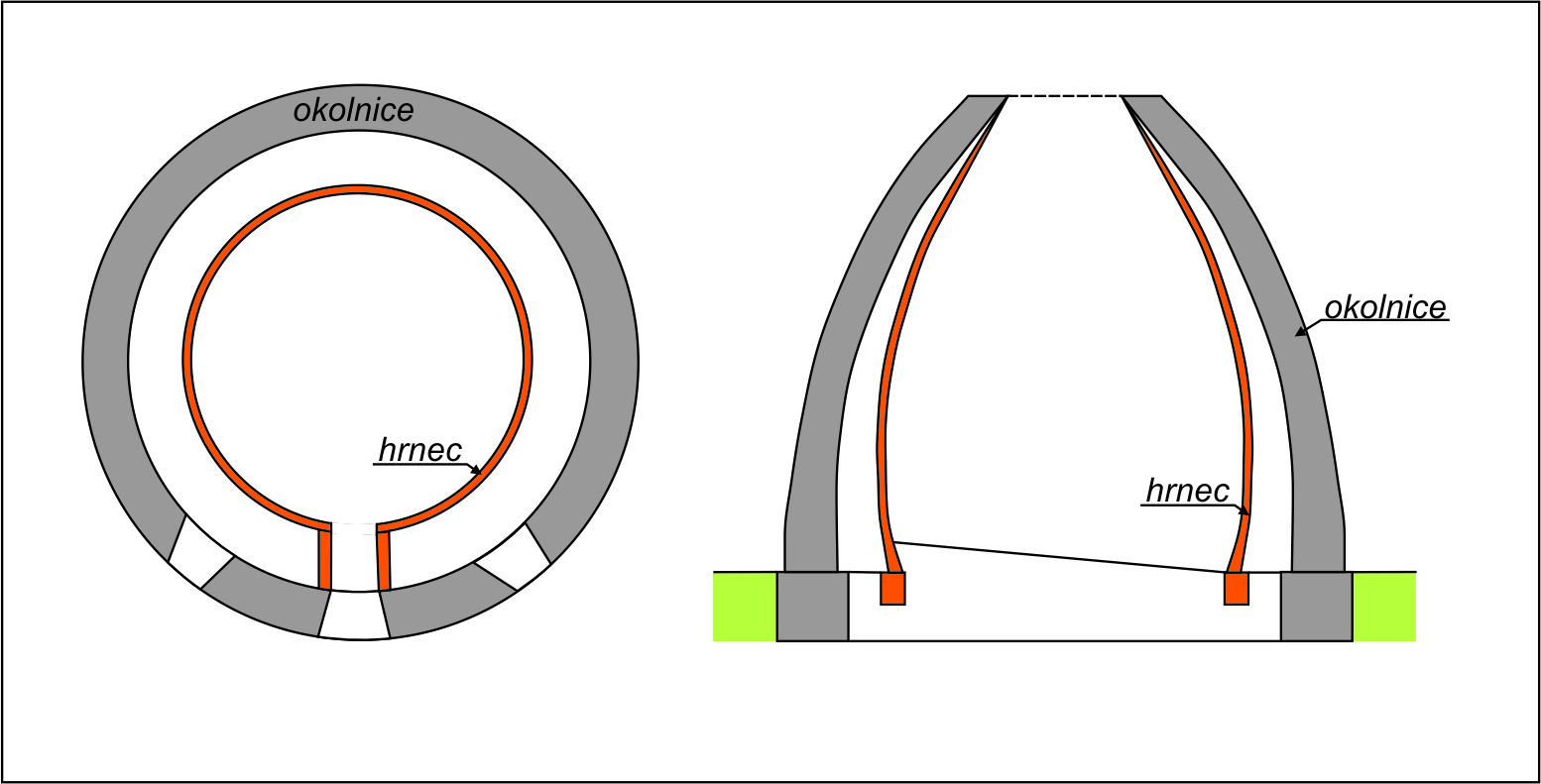
Půdorys a řez dehtářskou pecí

## Popis
Kolomazná pec v Bolevci se nijak neliší od dalších podobných zařízení. Má tvar homole, původně s kupolovitým ukončením, jak naznačuje konstrukce moderně osazené mříže. Stavba byla zčásti zapuštěna do svahu tak, aby se snadno obsluhovala. Před zborcením vrcholové klenby mohla na výšku mírně přesahovat čtyři metry.
Těleso pece bylo původně dvojplášťové, avšak zachoval se pouze robustnější vnější plášť zvaný okolnice, zatímco výrazně tenčí vnitřní zdivo (takzvaný hrnec) se zřítilo. Okolnice, dosahující vnějšího průměru přes 6 m, je vyzděna z lomového kamene, převážně z místní arkózy. Výrazné odsazení zdiva na západní straně, částečně doplněné cihlovou vyzdívkou, je vykládáno jako stopa pozdější opravy pece. K této opravě mělo dojít ještě v době plného provozu, neboť vnitřní líc zdi nese stopy opálení stejně jako zdivo pod odsazením.
Vnitřní plášť se u bolevecké pece nedochoval a lze se pouze domnívat, že byl stejně jako v případě jiných pecí zděn takzvaně „na čtvrt cihly“, to jest zhruba v síle pouhých 7 cm. Přítomnost a podobu „hrnce“ v kolomazné peci dokládá existence podlahy, která byla pečlivě vyzděná z cihel a spádovaná směrem k západu, ovšem právě jen v místě vnitřního pláště. Podle jejího obrysu lze usuzovat, že prostor vnitřního pláště měl na rozdíl od ideální podoby dehtářské pece nikoliv kruhový, ale mírně oválný půdorys. Prostor mezi vnitřním a vnějším pláštěm byl přitom velmi úzký, od pouhých 18 cm na západě až po 42 cm na severu. U jiných pecí ale tento prostor mohl dosahovat šířky i přes 100 cm.
Vnější kamenný plášť člení na západní straně u země tři nízké otvory, rámované cihlovými segmentovými záklenky a špaletami. Ty jsou ovšem z velké části novodobě upravené. Prostřední otvor je větší a vede až do vnitřního prostoru („hrnce“). Oba krajní otvory jsou menší a ústí do meziprostoru mezi vnitřním a vnějším pláštěm. Právě k prostřednímu otvoru byla spádována podlaha pece, protože tudy dehet korýtkem vytékal do jímky, odkud se nabíral. V horní části pece, kde se vnější a vnitřní plášť spojovaly, se ještě nalézaly drobné otvory (fučíky) a větší otvor ve vrcholu kupolovitého klenutí.
Kolem vlastní pece se nacházely i další objekty, potřebné pro hladký provoz. Mohly mezi ně patřit sklad suroviny (dřeva), místo pro odkládání nářadí či nádob s dehtem nebo prostor pro další úpravu vytavených produktů, například právě pro přípravu kolomazi. Při archeologickém výzkumu v roce 1995 byl zachycen přístřešek, který se přimykal k západnímu čelu pece. Dosud jsou na místě dobře patrné nízké kamenné podezdívky. Na nich spočívala dřevěná stavba, uzavřená na západní straně širokými vraty a krytá pravděpodobně lehkou pultovou střechou. Takový přístřešek mohl sloužit k pohodlnější obsluze pece v nepříznivém počasí i k dočasnému uložení nádob s dehtem či kolomazí.
Již při prvním výzkumu v roce 1984 byla zachycena stezka, vedoucí severozápadním směrem k jímce, která poskytovala potřebnou vodu. Stezka byla uměle nasypaná k překonání rašeliniště, patřícího již k rezervaci Kamenný rybník. Vede souběžně s hlavní cestou, spojující Bolevec a Třemošnou. Pěšina pod vlastní pecí jdoucí směrem k jihu byla zřízena až v roce 1914 Klubem českých turistů v rámci turistické trasy.
Okolí pece bylo zčásti poškozeno krátery po dopadu bomb při náletu dne 16. prosince 1944. S poválečnou historií je spjat i jeden z kráterů, který využil nechvalně známý senecký vrah Hubert Pilčík k ukrytí jedné ze svých obětí.

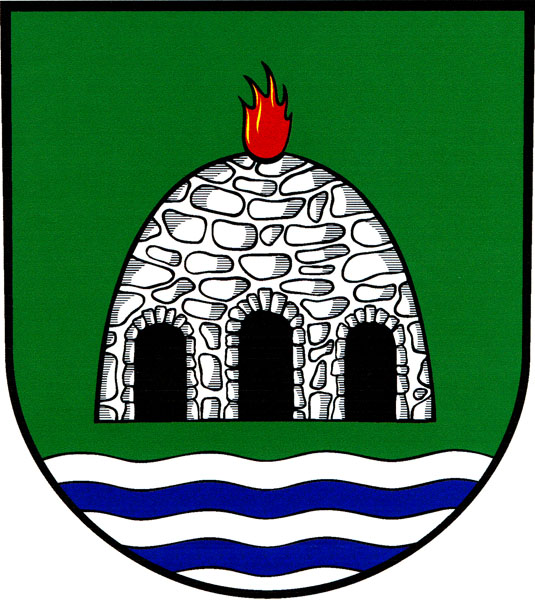
Podoba dehtářské pece na znaku obce Nová Pec

## Provoz
Dehet se v peci vyráběl na principu suché destilace (pyrolýzy) dřeva. Na dřevo a v něm obsaženou pryskyřici se bez přístupu vzduchu nechala působit pomalu stoupající teplota. S postupným zdokonalováním výrobní technologie mohly být kromě dehtu získávány i další produkty – terpentýn, kalafuna, bednářská a ševcovská smůla či kolomaz. Jako vedlejší produkt vznikalo i malé množství dřevěného uhlí, potřebné zejména ke zpracování železa.
Vnitřní část pece – hrnec – bylo nejprve potřeba naplnit dřevem, nejlépe jehličnatým, které přirozeně obsahuje více pryskyřice. Právě proto byla pec vystavěna do svahu, aby se k velkému kruhovému otvoru v klenbě dalo zajet s trakařem a pec pohodlně naplnit. Nejoblíbenější bylo dřevo borové nebo jedlové. Pro zvýšení produkce se mohla přidávat i samostatně nasbíraná pryskyřice. Zvýšený terén kolem pece také umožňoval snazší obsluhu fučíků, sloužících k regulaci hoření a k odvodu vznikajících plynů.
Po naložení pece se horní plnicí otvor překryl vhodnou deskou. Stejně tak byl zaslepen střední otvor při dně pece, který umožňoval přístup do vnitřního prostoru. Často se uvádí jeho uzavření dvířky, stopa po jejich osazení se ale v případě bolevecké pece nenašla. V meziprostoru mezi vnitřním a vnějším pláštěm se pak rozdělal oheň, dřevo ve vnitřním prostoru však hořet nesmělo. K topení v okolnici bylo možné použít i jiné, nesmolné dřevo. K udržování a regulaci ohně sloužily oba boční otvory, vedoucí právě jen do meziprostoru mezi oběma plášti.
Působením teploty přes tenkou stěnu hrnce se z vsazeného dřeva pomalu uvolňovaly potřebné kapaliny. Podlaha ve vnitřní části byla svažitá, aby po ní mohly produkty vytékat do jímky před středovým vstupním otvorem, kde se pak odebíraly do džberů nebo jiných nádob. Celá podlaha se proto v průběhu doby pokryla výrazným černým povlakem z dehtářských produktů.
Již při lehkém zahřátí se ze dřeva začala uvolňovat veškerá vlhkost a korýtkem ve dně odtékala nejprve voda. Při dosažení teploty asi 100 °C již voda obsahovala i malé množství methanolu (dřevný líh) a kyseliny octové (dřevný ocet). Po zvýšení teploty zhruba na 150 °C se spolu s vodou uvolňovala i terpentýnová silice. Ta plavala na hladině a mohla být jednoduše sbírána. Jako surový terpentýn pak mohla být dále zpracovávána.
Při teplotě 270–380 °C vytékala z pece světlá, žlutá pryskyřice, používaná mimo jiné jako kalafuna a bednářská smola. S dalším zvyšováním teploty uvolňovaná pryskyřice stále tmavla a houstla, až při dosažení teploty přes 400 °C vytékala tekutina zcela černá, tedy dehet, smíšený se sazemi a dalšími nečistotami a vhodný již jen na ševcovskou smolu či kolomaz. Vypálení pece na potřebnou teplotu trvalo podle velikosti zhruba tři dny. Po skončení tavby se zbylá část dřeva, již ve formě dřevěného uhlí vybrala vstupním středovým otvorem a po důkladném vyčištění pece se mohl celý proces opakovat.
Kolomaz se vyráběla následně mimo pec tak, že se dehet mísil s vápnem a živočišnými tuky, především lojem. Tím se kolomaz zahustila tak, že při mazání kol nestékala.